# Denshūtai

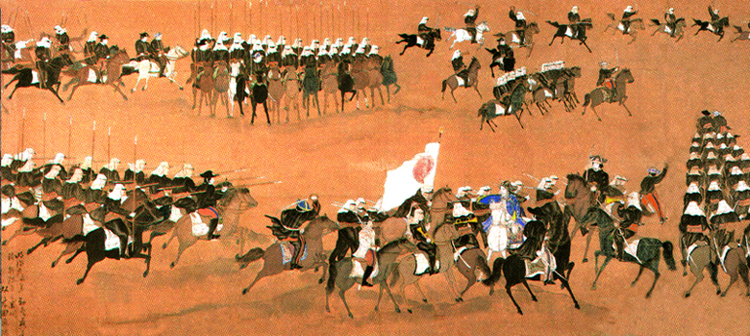
Cavalaria de estilo francês do shogunato.

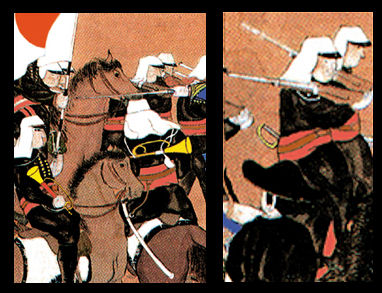
Cavalaria e infantaria dos Denshūtai (detalhes).

Os Denshūtai (伝習隊) foram um corpo de elite do Shogunato Tokugawa durante o período Bakumatsu da história do Japão. O corpo de elite foi fundado por Ōtori Keisuke com a ajuda da missão militar francesa ao Japão (1867-1868). O corpo era constituído por 800 homens. Estes estavam equipados com Fuseis Minié e Enfield Pattern de 1853, armas muito superiores aos rifles Gewehr de outras tropas do shogunato. Os soldados foram treinados por oficiais franceses como Charles Chanoine e Jules Brunet que combateram na Guerra Boshin entre 1868 e 1869.